# Меланохалеа шероховатая
Меланохалеа шероховатая (лат. Melanohalea exasperata) — вид листоватых лишайников семейства Пармелиевые.

## Описание
Слоевище розетковидное, реже неопределённой формы, до 8 см диаметре, довольно плотно прилегающее к субстрату. Лопасти до 2—6 мм ширины, на концах слегка расширенные, тесно сомкнутые или налегающие друг на друга, с мелковолнистыми или зубчато-надрезанными краями и острыми или округлыми пазухами. Верхняя поверхность оливково-коричневая, зеленовато-коричневая или серо-коричневая, в центре часто более тёмная, гладкая или слегка морщинистая, матовая или блестящая, иногда с лёгким белым налётом, без соредиев, густо покрыта цилиндрическими изидиевидными бородавочками, на поверхности которых имеется углубление и слабозаметное отверстие. Нижняя поверхность — тёмно-коричневая или более светлая, до серовато-коричневой, матовая, ближе к краям слегка блестящая, с тёмными, короткими ризинами. Апотеции развиваются часто, до 6 мм в диаметре, сидячие, с оливково-коричневым, обычно несколько более светлым, чем слоевище, блестящим диском, по краям они покрыты такими же бородавочками как на верхней поверхности слоевища. Споры эллипсоидные или яйцевидные, 8—12×5—10 мкм.

## Среда обитания и распространение
На стволах и ветвях различных древесных пород, преимущественно лиственных, на обработанной древесине, реже на других субстратах.
Вид распространён на большей территорий Европы, менее в Северной Америки, редко в Азии.
В России встречается в европейской части, на Кавказе, Урале, Западной Сибири.

## Охранный статус
В России вид Melanohalea exasperata занесён в Красные книги Астраханской, Липецкой, Мурманской и Тамбовской областей.

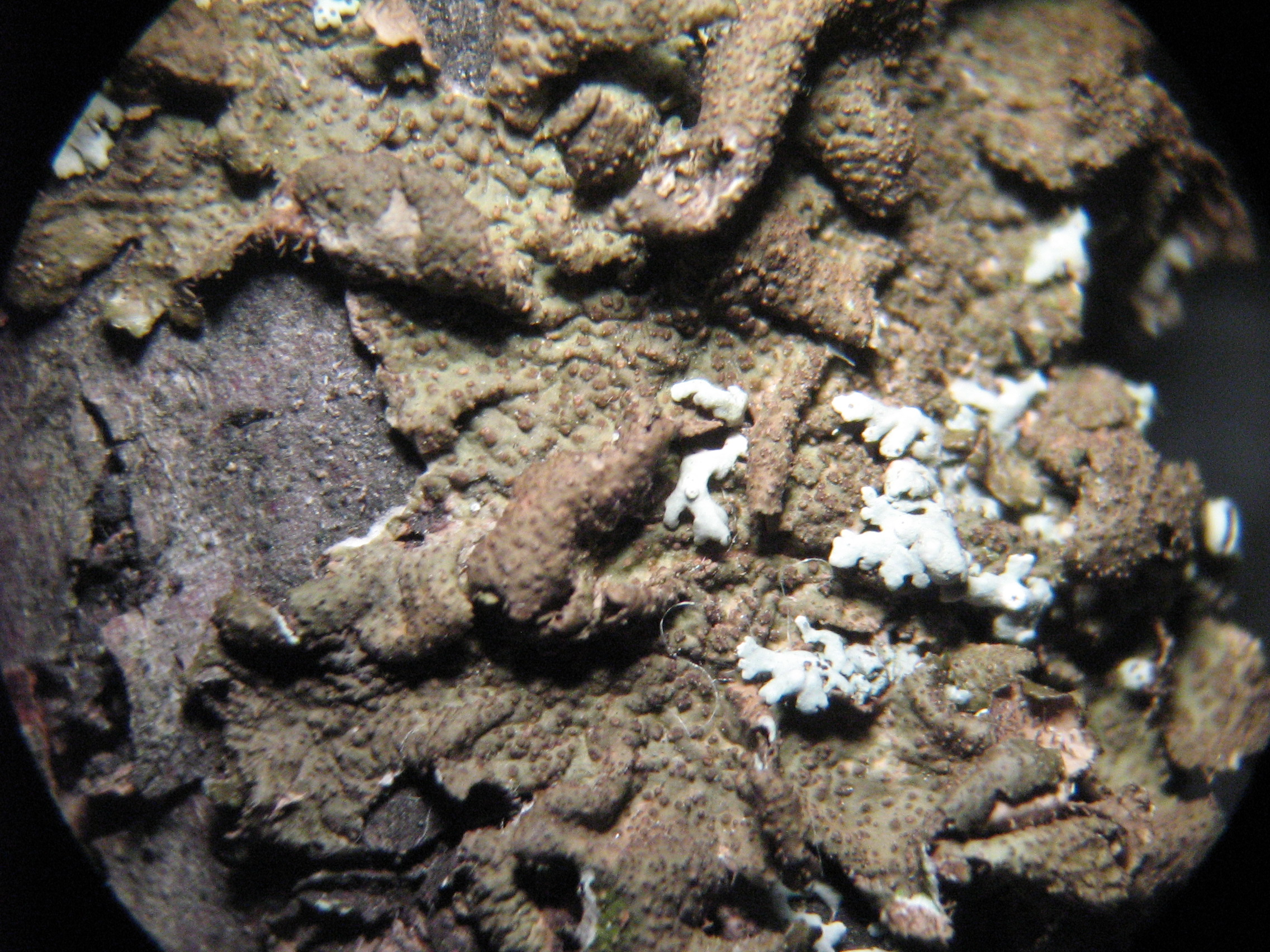
Меланохалеа шероховатая под микроскопом